# Alan Ronald Mills
Alan Mills (Stretford, Inglaterra; 6 de noviembre de 1935-18 de enero de 2024) fue un tenista y árbitro de tenis británico.

## Carrera

### Jugador
A los 17 años alcanzó la cuarta ronda del Campeonato de Wimbledon, ronda que alcanzó en dos ocasiones y fue el primer tenista en ganar un partido de Copa Davis con triple 6-0 en solo 32 minutos. En 1961 fue el primer inglés en vencer a Rod Laver durante el desaparecido London Hard Court Championships.
En 1965 ganó el Dutch Covered Courts Championships, venciendo a los ingleses Roger Taylor en la semifinal y a Bobby Wilson en la final. Al año siguiente pasó a ser profesional.
En su carrera ganó 31 títulos y de 1983 a 2005 fue árbitro en los partidos del Campeonato de Wimbledon.

## Vida personal
Mills se casó con la tenista de mesa internacional británica Jill Rook en 1960.